# Criminalité en Antarctique
Pour les autres articles nationaux ou selon les autres juridictions, voir Crime.
La criminalité en Antarctique est relativement faible de par la faible population du continent. Toutefois, l'isolement et l'ennui affectent négativement certaines personnes et peuvent conduire à la criminalité. L'alcoolisme est un problème connu sur le continent et a déjà conduit à des rixes et à des exhibitions sexuelles. Parmi les autres types de crimes commis en Antarctique, on peut citer l'usage de drogues illicites, la torture, les actes de barbarie et la mise à mort de la faune locale, la conduite non autorisée de véhicules dans des zones sensibles du point de vue environnemental, les agressions armées, une tentative de meurtre et un incendie criminel. Des cas de harcèlement sexuel ont également été rapportés.
Les vols sont très inhabituels en Antarctique car les populations ne peuvent pas apporter beaucoup d'affaires sur le continent. De plus, l'argent est très peu utilisé en Antarctique.
En vertu du Traité sur l'Antarctique de 1959, ratifié par 53 nations, les personnes accusées d'un crime en Antarctique sont passibles de sanctions par leur propre pays (cf. personnalité des lois).
L'un des premiers crimes recensé date de 1959 à la base antarctique Vostok. Cette base de recherche soviétique dans la terre de la Princesse-Élisabeth, est le théâtre d'une bagarre opposant deux scientifiques au sujet d'une partie d'échecs. Le perdant de la partie s'est attaqué à l'autre avec un piolet.